# Leptopenus solidus
Espèce
Statut CITES
Leptopenus solidus est une espèce de coraux appartenant à la famille des Micrabaciidae.